# Salomona redtenbacheri
Salomona redtenbacheri är en insektsart som beskrevs av Brongniart 1897. Salomona redtenbacheri ingår i släktet Salomona och familjen vårtbitare. Inga underarter finns listade i Catalogue of Life.